# Plotheia canescens
Plotheia canescens är en fjärilsart som beskrevs av Walker 1865. Plotheia canescens ingår i släktet Plotheia och familjen trågspinnare. Inga underarter finns listade i Catalogue of Life.